# Вудс Хоул (Масачусетс)
Вудс Хоул (енгл. Woods Hole) насељено је место без административног статуса у америчкој савезној држави Масачусетс.

## Демографија
По попису из 2010. године број становника је 781, што је 144 (-15,6%) становника мање него 2000. године.
| Група             | 2000.       | 2010.       |
| Белци             | 869 (93,9%) | 700 (89,6%) |
| Афроамериканци    | 15 (1,6%)   | 13 (1,7%)   |
| Азијати           | 17 (1,8%)   | 33 (4,2%)   |
| Хиспаноамериканци | 9 (1,0%)    | 23 (2,9%)   |
| Укупно            | 925         | 781         |